# Cestrum
Cestrum és un gènere que comprèn 175 espècies de fanerògames en la família de les solanàcies (Solanaceae). És natiu de regions càlides a tropicals d'Amèrica, des del sud-est dels Estats Units (Florida, Texas; C. diurnum) al sud i centre de Xile (C. parqui).
Són arbusts de d'un fins a quatre metres d'alçada, majoritàriament perennes, unes poques caducifòlies. Totes les parts d'aquestes plantes són tòxiques; causen una severa gastroenteritis si s'ingereixen.

## Espècies selectes[1]
- Cestrum ambatense Francey
- Cestrum aurantiacum Lindl., cèstrum taronja o taronjat
- Cestrum auriculatum L'Hér.
- Cestrum bracteatum Link & Otto
- Cestrum chimborazinum Francey
- Cestrum corymbosum Schltdl.
- Cestrum daphnoides Griseb.
- Cestrum diurnum L.
- Cestrum ecuadorense Francey
- Cestrum elegans (Brongn. ex Neumann) Schltdl., cèstrum vermell
- Cestrum endlicheri Miers.
- Cestrum fasciculatum (Schltdl.) Miers, cèstrum blau
- Cestrum humboldtii Francey
- Cestrum laevigatum Schltdl.
- Cestrum lanuginosum Ruiz & Pavón
- Cestrum latifolium Lam.
- Cestrum laurifolium L'Hér.
- Cestrum meridanum Pittier
- Cestrum mutisii Roem. & Schult.
- Cestrum nocturnum L., cèstrum d'olor o llessamí de nit
- Cestrum parqui L'Hér. o cèstrum groc
- Cestrum peruvianum Roemer & Schultes
- Cestrum petiolare Humboldt, Bonpland & Kunth
- Cestrum psittacinum Stapf
- Cestrum purpureum Standl., cestrum purpuri
- Cestrum quitense Francey
- Cestrum roseum Humboldt, Bonpl. i Kunth
- Cestrum salicifolium Jacq.
- Cestrum santanderianum Francey
- Cestrum strigilatum Ruiz & Pav.
- Cestrum stuebelii Hieron.
- Cestrum tomentosum L.f.
- Cestrum validum Francey
- Cestrum viridifolium Francey

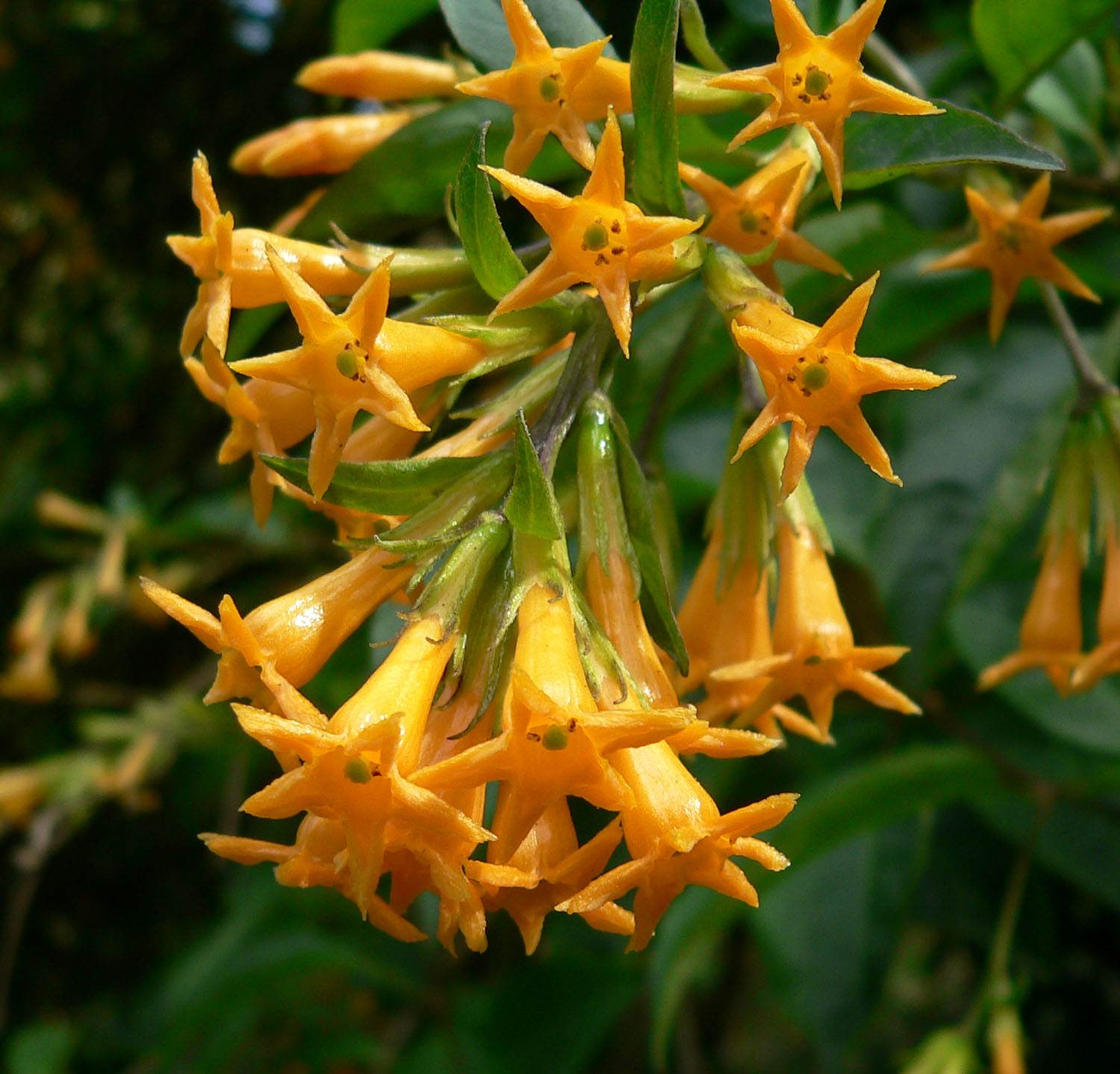
Cestrum aurantiacum

Sinònims de Cestrum: Fregirardia, Habrothamnus, Meyenia, Parqui, Wadea.

### Cultiu i usos
Nombroses espècies creixen com a ornamentals per les seves flors.
Algunes són invasores, notablement C. parqui a Austràlia, on causa serioses pèrdues al ramat, que consumeix les seves fulles desconeixedores de la seva extrema toxicitat.